# Golden Arrows
El Golden Arrows es un club de fútbol de Sudáfrica de la ciudad de Durban. Fue fundado en 1943 y se desempeña en la Premier Soccer League.

## Uniforme
- Patrocinador: Burger King
- Uniforme titular: Camiseta dorada, pantalón verde oscuro, medias doradas.
- Uniforme alternativo: Camiseta púrpura pantalón dorado, medias púrpuras.

## Palmarés
- Primera División de Sudáfrica: 1

2014/15
- MTN 8: 1

2009
- National First Division Coastal Stream: 1

1999/2000